# ديفيد وليامز (رائد أعمال)
ديفيد وليامز (بالإنجليزية: David Williams)‏ هو رائد أعمال بريطاني، ولد في 1969.